# Gefangenenhilfe (rechtsextreme Organisation)
Die Gefangenenhilfe (Eigenschreibweise „GefangenenHilfe“) ist eine rechtsextreme Organisation, die sich um den rechtlichen Beistand und Unterstützung von straffälligen Neonazis kümmert. Sie ist die Nachfolgeorganisation der 2011 bundesweit verbotenen Hilfsorganisation für nationale politische Gefangene und deren Angehörige (HNG). Die Gefangenhilfe wurde nach dem Verbot der HNG als gemeinnütziger Verein 2012 in Schweden eingetragen und hat eine Kontaktadresse und Bankverbindung in Stockholm.

## Struktur und Geschichte
Auf der Homepage der Gefangenenhilfe wurde erklärt, die Seite solle als Plattform für verschiedene Initiativen wirken, „die sich um die Vorbeugung, Betreuung, Direkthilfe und Wiedereingliederung in unsere Gemeinschaft nach einer verbüßten Haftstrafe drehen.“ Rhetorisch grenzte man sich von der HNG ab, zielt jedoch auf die gleichen Aktivisten aus dem sogenannten Nationalen Widerstand und der Szene der Freien Kameradschaften. Auf Facebook ist die Organisation ebenfalls präsent. Mittels des sozialen Netzwerks werden Informationen zwischen den Aktivisten ausgetauscht. Hier werden laut Frankfurter Allgemeiner Zeitung auch Solidaritätsbesuche unter anderem bei Strafprozessen gegen mutmaßliche Neonazis vermittelt. Der Briefverkehr des Vereins wird über eine schwedische Postfachadresse abgewickelt. Laut Verfassungsschutz Brandenburg ist Maik Eminger, Zwillingsbruder des NSU-Unterstützers André Eminger, einer der führenden Köpfe der Gefangenenhilfe.
Öffentlich trat die Gefangenenhilfe erstmals beim Deutsche-Stimme-Pressefest am 11. August 2012 auf. Mit einem eigenen Infostand war der Verein beim „Südwestdeutschen Kulturtag der JN“ im April 2013 präsent. Musikveranstaltungen der rechtsextremistischen Szene werden zur Spendensammlung genutzt. So veranstaltete der Brandenburger Neonazi Maik Eminger ein „nationales Fußballturnier“ für das Netzwerk im Juni 2015 mit rund 50 Teilnehmern, es fand in dessen Heimatdorf in der mittelmärkischen Provinz statt. Die Polizei löste die Sportzusammenkunft in Göhlsdorf auf Betreiben der Gemeinde Kloster Lehnin auf.
Jan Tölva wies 2013 auf die Verbindungen der Organisation zur NPD sowie in Sachsen-Anhalt zu den Parteien „Die Rechte“ und „Der III. Weg“ hin.
Die Gefangenenhilfe vertreibt T-Shirts mit dem Schriftzug „Freiheit für Wolle“ mit Bezug auf den NSU-Unterstützer Ralf Wohlleben. Er hatte den Rechtsterroristen die Waffe für mindestens 9 Morde besorgt. Der Verfassungsschutz Mecklenburg-Vorpommern berichtete, dass dort 2016 bei einem Rechtsrock-Konzert das Shirt verkauft worden sei. Ein Shirt der Gefangenenhilfe trug u. a. Maik Eminger bei seiner Verurteilung wegen Volksverhetzung 2015.